# Stade Carlo Stagno d'Alcontres
 (février 2021).
Le Stade Carlo Stagno d'Alcontres (en italien : Stadio Carlo Stagno d'Alcontres), également connu sous le nom de Stade Carlo Stagno d'Alcontres - Barone (en italien : Stadio Carlo Stagno d'Alcontres - Barone), est un stade de football italien situé dans la ville de Barcellona Pozzo di Gotto, en Sicile.
Le stade, doté de 7 000 places et inauguré en 1970, sert d'enceinte à domicile à l'équipe de football de l'Igea Virtus Barcellona.

## Histoire
Le stade, situé dans le quartier de Petraro à Barcellona Pozzo di Gotto, ouvre ses portes en 1970, et porte le nom de deux personnalités, à savoir Carlo Stagno Villadicani d'Alcontres, homme politique et dirigeant sportif local (président de l'ACR Messine entre 1948 et 1951 et fondateur de l'Igea Virtus), ainsi que Nino Barone, joueur et dirigeant de l'Igea Virtus.
Il possède au départ 4 000 places assises.